# رشاد غريني
رشاد غريني (بالإنجليزية: Rashad Greene)‏ هو لاعب كرة قدم أمريكية أمريكي، ولد في 23 سبتمبر 1992 في ألباني في الولايات المتحدة.

## وصلات خارجية
- رشاد غريني على موقع مرجع كرة القدم المحترفة.كوم (الإنجليزية)